# Buprestis prospera
Buprestis prospera är en skalbaggsart som beskrevs av Thomas Casey 1909. Buprestis prospera ingår i släktet Buprestis och familjen praktbaggar. Inga underarter finns listade i Catalogue of Life.